# Ectactolpium
Genre
Ectactolpium est un genre de pseudoscorpions de la famille des Hesperolpiidae.

## Distribution
Les espèces de ce genre se rencontrent en Afrique du Sud et en Namibie.

## Liste des espèces
Selon Pseudoscorpions of the World (version 3.0) :
- Ectactolpium astatum Beier, 1947
- Ectactolpium brevifemoratum Beier, 1947
- Ectactolpium eximium Beier, 1962
- Ectactolpium flavum Beier, 1955
- Ectactolpium garypoides Beier, 1947
- Ectactolpium kalaharicum Beier, 1964
- Ectactolpium namaquense Beier, 1947
- Ectactolpium schultzei (Tullgren, 1908)
- Ectactolpium simile Beier, 1947
- Ectactolpium zuluanum Beier, 1958

## Publication originale
- Beier, 1947 : Zur Kenntnis der Pseudoscorpionidenfauna des südlichen Afrika, insbesondere der südwest- und südafrikanischen Trockengebiete. Eos, Madrid, vol. 23, p. 285-339 (texte intégral).